# Krystal Jung
Chrystal Soo Jung (coréen: Jung Soo-jung, hangeul: 정수정 ) née le 24 octobre 1994, à San Francisco aux États-Unis, mieux connue sous le nom de scène de Krystal (hangeul: 크리스탈), est une actrice, chanteuse et danseuse américano-sud-coréenne.
Elle est membre du girl group sud-coréen f(x) formé par le label sud-coréen SM Entertainment en 2009. Elle y occupe la position de chanteuse principale et danseuse secondaire ainsi que maknae (plus jeune membre du groupe).

## Biographie

### Jeunesse
Krystal, de son vrai nom Chrystal Soo Jung, naît à San Francisco, en Californie,. Sa famille avait émigré de Corée du Sud dans les années 1980 pour partir s'installer aux États-Unis. Krystal a été scolarisée a la Korea Kent Foreign School, puis sera diplômée de la Hanlim Performing Arts Hight School, le 7 février 2013, où elle a été honorée avec un prix d'excellence.
Elle est actuellement élève à l'université Sungkyunkwan, avec une spécialisation en théâtre. Elle parle couramment l'anglais et le coréen.
Une fois arrivée en Corée du Sud, ayant été recrutée par SM Entertainment, elle prend le nom coréen : Jung Soo-jung (정수정).

## Carrière

### Découverte
Lors d'une visite familiale en Corée du Sud début 2000, alors qu'elle est âgée de cinq ans, elle et sa sœur aînée Jessica ont été repérées par l'agence SM Entertainment ce qui lui valut une apparition dans le clip Wedding mars des Shinhwa.

### Carrière musicale
La SM Entertainment propose alors à la fois à Krystal et à sa sœur des cours de chant et de danse afin de les former professionnellement dans le but de faire carrière dans le milieu du divertissement. Cependant, l'offre a été rejetée par les parents de ces deux dernières en raison de l'âge de Krystal, qu'ils jugent encore trop jeune.
Par conséquent, les parents de Krystal ont d'abord permis a sa sœur aînée de se joindre au label. Cette dernière fera plus tard ses débuts en tant que membre des Girls' Generation, avec le single Into The New World.
En 2006, Krystal est finalement autorisée à rejoindre la SM. L'agence l'inscrit donc à des cours de chants et de danse, y compris de jazz et de ballet. Krystal a été formée pendant 3 ans avant de faire ses débuts en septembre 2009, au sein du girl group f(x) avec le titre LA chA TA (라차타),. Elle occupe la position de maknae, chanteuse principale et danseuse secondaire du groupe. Depuis, les deux sœurs sont apparues ensemble, à de nombreux événements, liés à l'industrie du divertissement asiatique. Krystal et sa sœur Jessica sont surnommées les Jung Sisters par les médias.
En plus de ses activités au sein du groupe, Krystal réalise plusieurs chansons et a participé à divers projets intérimaires. Au cours de l'année 2009, Luna et Krystal sortent le duo Hard But Easy pour le drama de KBS2: Invincible Lee Kang Pyung.
De mars 2010 à 2013, Krystal a participé à une série de vidéos de musique appelé Melody Project. La succession des vidéos raconte l'histoire d'une jeune étudiante qui est amoureuse de son professeur de musique,,,. Elle a sorti et interprété une chanson en solo intitulée Melody pour ce projet. Au cours de la même année, Krystal interprète la chanson Spread its Wings en collaboration avec Luna et Amber, deux autres membres des F(x), pour le drama de la KBS God of Study et le duo Calling Out avec Luna pour le drama de la KBS Cinderella's Sister.
En 2011, Krystal a interprété une chanson solo Because of Me pour le drama Sign de la SBS et un duo avec LeeTeuk, le leader des Super Junior intitulé Grumbling.
En 2012, elle sort un duo, Butterfly avec sa sœur Jessica pour le drama To the Beautiful You. Krystal interprète la chanson Beautiful Stranger en collaboration avec Luna et Amber. Le titre figure sur le second mini-album du groupe, Electric Shock.
En 2013, Krystal interprète la chanson Goodbye Summer en collaboration avec Luna, Amber et D.O. des EXO. Le titre figure sur le second album studio du groupe, Pink Tape.
 

En 2014, elle devient membre de la sous-unité SM The Ballad, dont elle interprète les titres 좋았던 건, 아팠던 건 (When I Was... When U Were...) avec Chen et Breath (version japonaise) avec Max Changmin,,,,. 

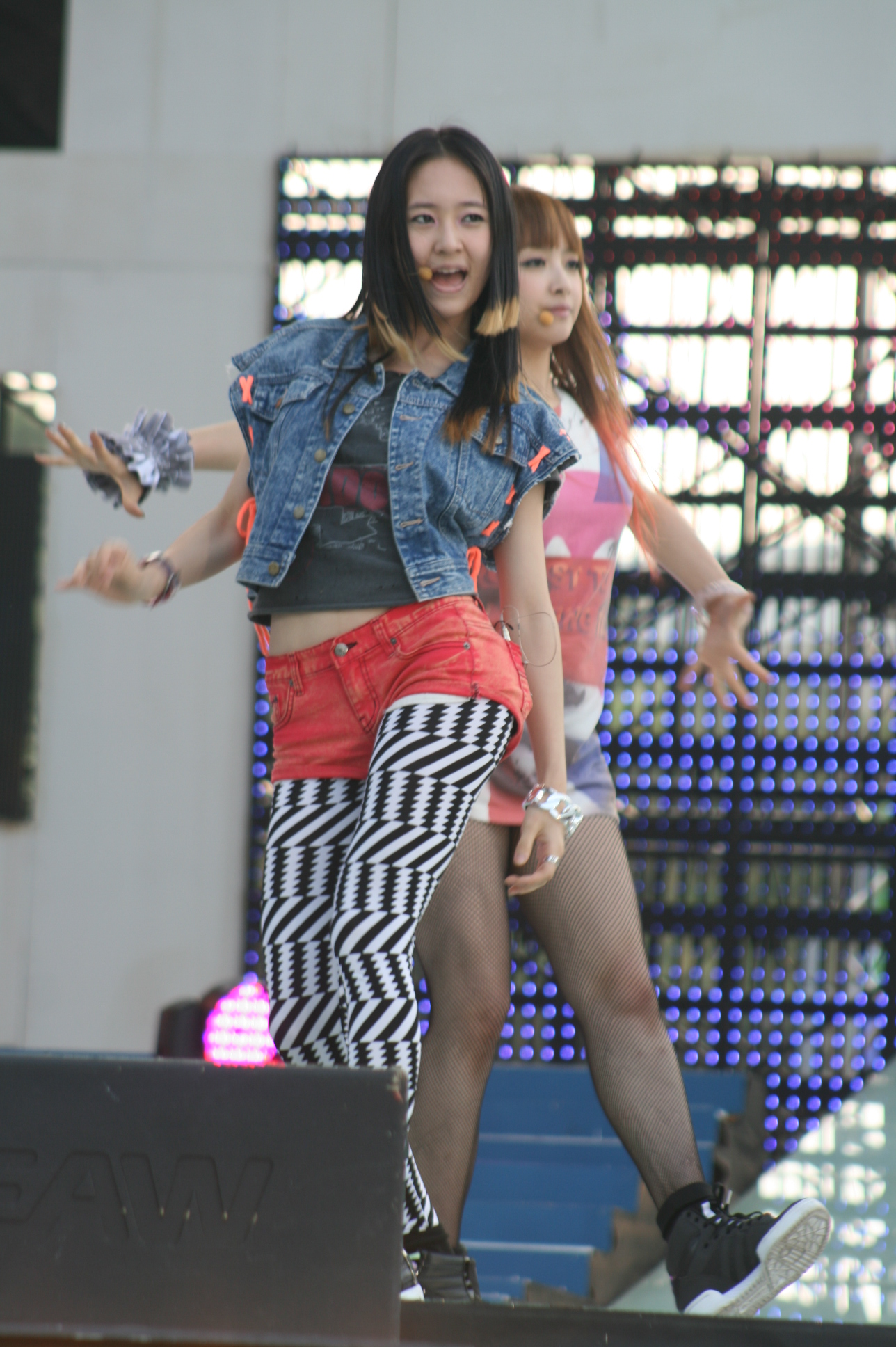
Krystal et Victoria en 2010.

Krystal a ensuite interprété la chanson Say Yes pour le film Make Your Move en collaboration avec sa sœur Jessica et l'ancien membre des EXO, Kris. Elle sort et interprète la chanson All Of A Sudden pour le drama My Lovely Girl,.

### Carrière d'actrice
En 2002, Krystal a commencé par apparaître dans des publicités télévisées. Elle est notamment apparue dans une publicité avec l'actrice coréenne Han Ga In.
En 2010-2011, Krystal fut hôte pour le programme de musique M-Wave avec Thunder de MBLAQ,. Elle est également apparue dans l'émission Let's Go Dream Team 2 où elle a battu un record de saut en hauteur qui avait été mis en place 10 ans avant avec un saut d'une hauteur de 1,95 m.
En 2011, elle participe et remporte la première place en patinage artistique du programme Kiss & Cry de la SBS,. À la fin de l'année, Krystal est apparue dans High Kick 3, jouant le rôle de Ahn Soo-Jung, une fille superficielle et peu profonde. Elle a été complimentée par l'acteur Ahn Nae Sang pour sa performance d'actrice,.
En 2013, Krystal apparaît dans The Heirs, dans le rôle de Lee Bo-Na. Son personnage dans le drama a généré une reconnaissance positive parmi les téléspectateurs, et a été élue meilleur couple à l'écran avec Yoon Chan Young au 2013 DramaFever Awards,. Elle devient ensuite l’égérie de la marque de cosmétiques Etude House, mercadolindo.com.
En mars 2014, elle fait une apparition dans Potato Star 2013QR3. Go Kyung-pyo a noté le caméo de la chanteuse comme "un joyeux souvenir". En juin, Krystal et sa sœur Jessica apparaissent dans l'émission de télé-réalité Jessica & Krystal. Le programme montre un côté plus personnel des deux sœurs, loin de leur image jugée trop "froide" par le public,,. Plus tard dans l'année, Krystal décroche son premier grand rôle dans le drama de la SBS My Lovely Girl, aux côtés de Rain et L (Kim Myungsoo). Elle y interprète un personnage nommé Se-Na, qui se déplace de la campagne à Séoul pour poursuivre une carrière musicale et y rencontre un amour fatal. Elle sort la chanson All Of A Sudden pour ce drama,.

En 2015, Krystal participe avec l'acteur Seo Jun-young à un film de 10 minutes intitulé Listen To My Song pour le 10e anniversaire de W Korea. Krystal a également été castée dans le prochain film chinois Kite Flying, avec Lay des EXO,. Le 28 novembre, un représentant de la SM Entertainment annonce que Krystal a été sélectionnée pour le premier rôle féminin du drama chinois Graduation Season,.

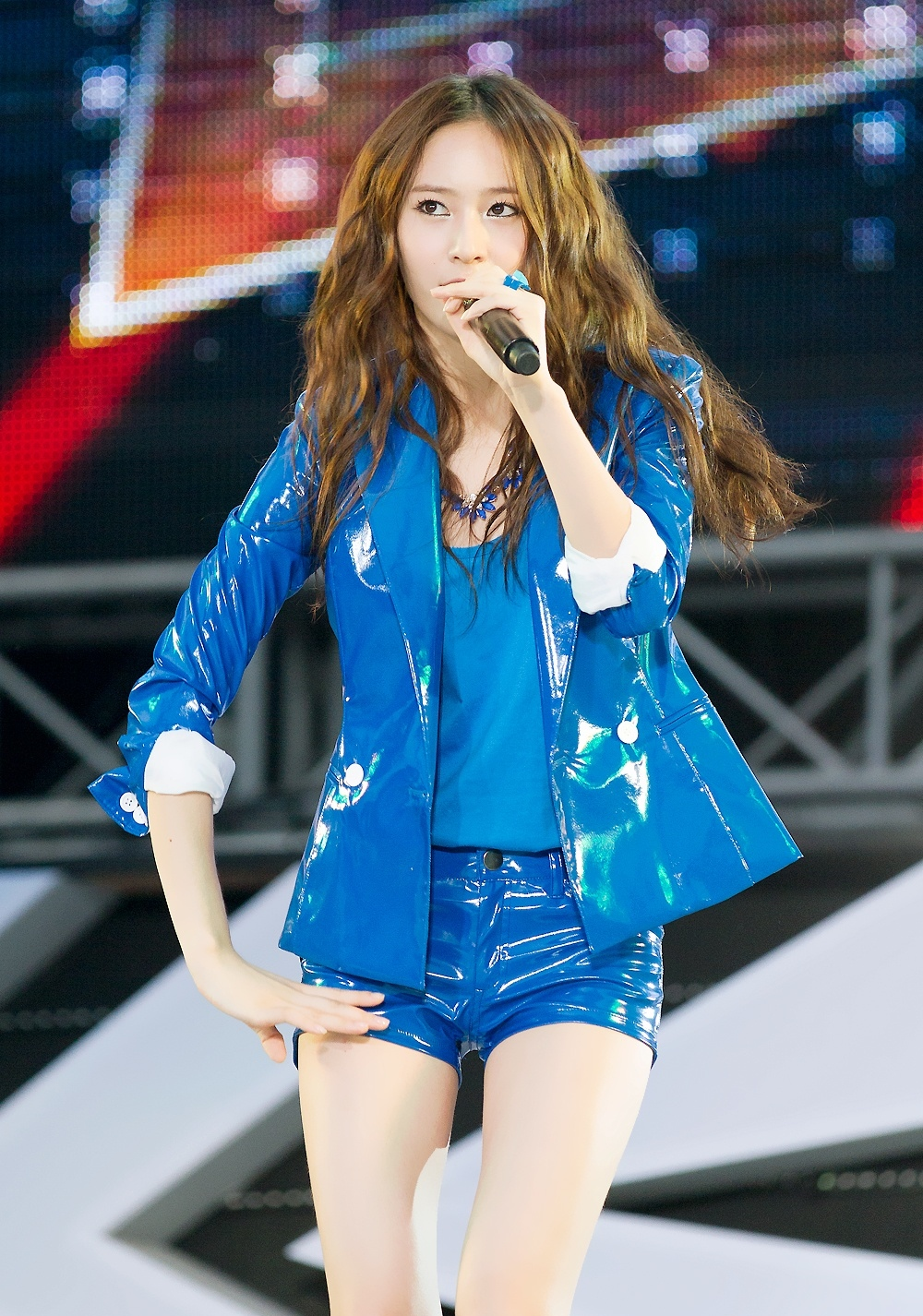
Krystal durant le SMTown live World Tour III à Séoul, le 18 Août 2012

## Vie privée
De nombreux surnoms lui sont affectueusement donnés par ses proches et par ses fans : Princess, Soojungie, Baby Jung, Ice Princess (surnom partagé avec sa sœur, Jessica), Little Yoona, Krys, Krys-sunbae, Shy Soojung, Krystal-shy et Pretty princess.
Krystal, tout comme sa sœur, souffre d'anémie, une anomalie de l'hémogramme caractérisée par une diminution de l'hémoglobine circulante en dessous de la valeur normale. Ce manque entraîne un mauvais transport du dioxygène par le sang. Pour cette raison, elle s'est à plusieurs reprises, évanouie sur scène et durant des auditions pour cause de fatigue.
Le 1er avril 2016, la SM Entertainment confirme que Krystal est en couple avec le chanteur Kai du groupe EXO avec qui elle entretenait auparavant une relation amicale depuis quelques années. Le 31 mai 2017, une source révèle que le couple aurait rompu. Cette information est ensuite confirmée par SM Entertainment, l'agence des deux chanteurs.

## Image et personnalité

### Timidité
Krystal est de nature très timide et réservée. Cette timidité peut paraître surprenante et en totale contradiction par rapport au métier  qu'elle exerce, qui la pousse à s'exposer et à s'exprimer de façon régulière face à un large public. Elle a d'ailleurs déclaré: «Je n'aime vraiment pas les endroits bondés. Quand les gens me regardent, je me sens si mal à l'aise. Mon travail est d'être une célébrité, donc je suis censée profiter, et m'habituer au regard des gens». Sa sœur, Jessica, fait également remarquer: «Quand elle était petite, les gens la regardaient parce qu'elle est jolie, et elle allait toujours se cacher et pleurer».

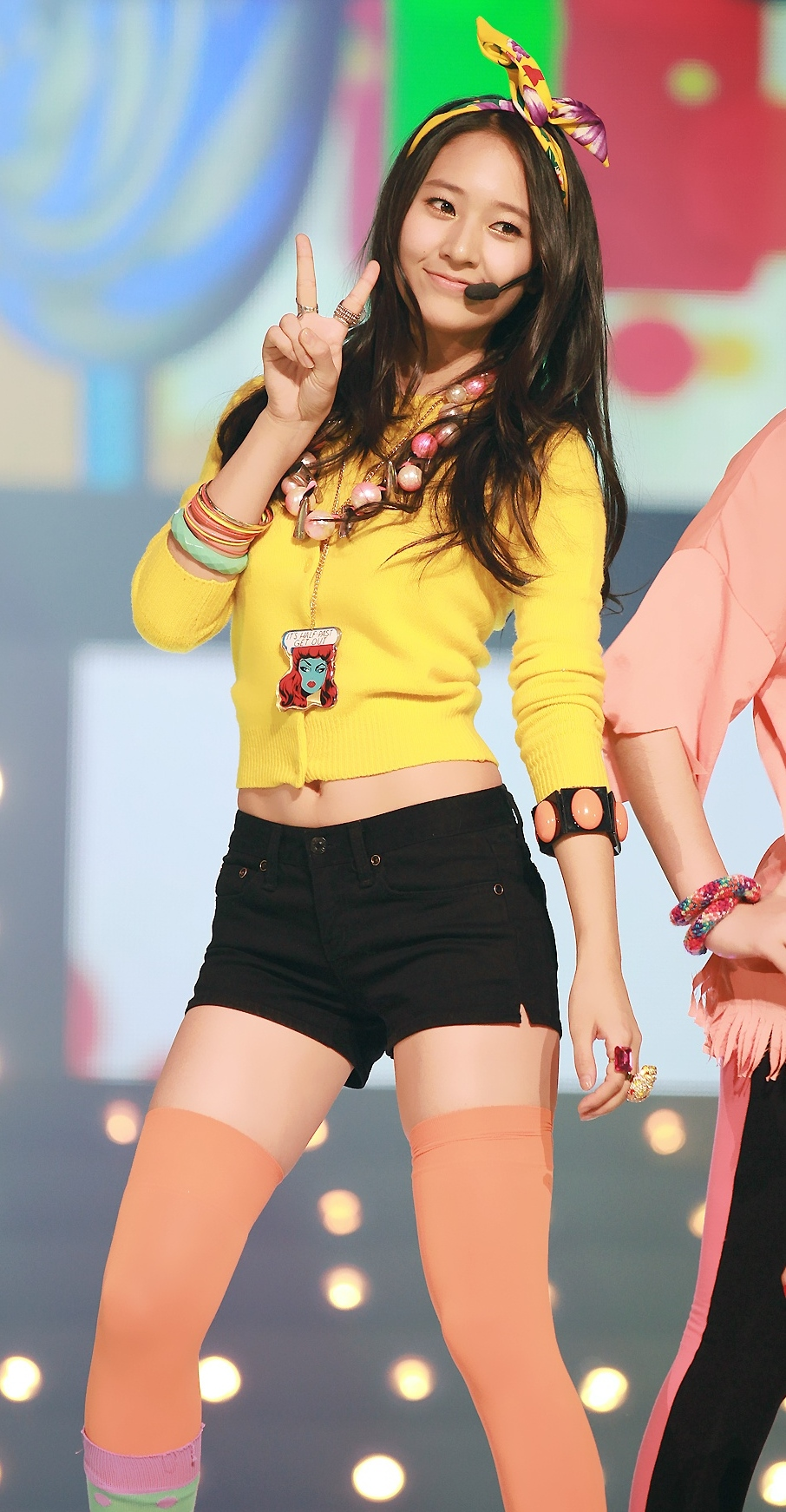
Krystal au KBS Gayo Daejun en 2010.

Pour cette raison, au cours de Amazing f(x) en Nouvelle-Zélande, Krystal a choisi de faire du parachutisme comme moyen de se libérer et d'oublier la peur de l'attention. Elle dira aux téléspectateurs : « Le parachutisme signifie sauter et oublier tout le reste».

### Attitude
Plus tôt dans sa carrière, Krystal a été critiquée par le public, comme ayant un problème d'attitude,,. Krystal a même été obligée de présenter des excuses publiques en raison de son attitude qualifiée de froide, hautaine et renfermée pour certains.
Par la suite Krystal a déclaré: «Quand les gens voient mon expression, ils disent que j'ai l'air froide, ou même jusqu'à me demander si je suis en colère, je me tenais juste là, donc je me suis rendu compte pour la première fois que j'avais cette expression après avoir entendu ce genre de commentaires. Mais les gens autour de moi savent que je ne suis pas comme ça. Honnêtement, je suis plus affectueuse et fragile que les gens ne le pensent».

### Introversion
Dans la même interview, elle a également révélé sa personnalité introvertie. Elle a avoué qu'elle ne peut pas devenir rapidement amicale avec les gens qu'elle rencontre pour la première fois. Par conséquent, elle est reconnaissante envers les personnes qui osent l'approcher en premier.

## Filmographie

### Télévision
| Année     | Titre                                  | Rôle            | Chaîne | Notes              |
| --------- | -------------------------------------- | --------------- | ------ | ------------------ |
| 2010      | More Charming By The Day               | Jung Soo-Jung   | MBC    | Rôle secondaire    |
| 2011      | Welcome to the Show                    | Elle-même       | SBS    | Cameo              |
| 2011      | Dream High                             | Lee Lia         | SBS    | Rôle secondaire    |
| 2011–2012 | High Kick: Revenge of the Short Legged | Ahn Soo-Jung    | MBC    | Rôle secondaire    |
| 2013      | The Heirs                              | Lee Bo-Na       | SBS    | Rôle secondaire    |
| 2013      | The Miracle                            | Lee Bo-Na       | SBS    | Rôle secondaire    |
| 2014      | Potato Star 2013QR3                    | Noh Soo-Jung    | tvN    | Cameo / Épisode 81 |
| 2014      | My Lovely Girl                         | Yoon Se-Na      | SBS    | Rôle principal     |
| 2016      | Graduation Season                      |                 |        | Rôle principal     |
| 2017      | The Bride of Habaek                    | Moo-ra / Hye-ra | tvN    | Rôle principal     |
| 2020      | Crazy Love                             | Lee Shin-ah     | KBS2   | Rôle principal     |
| 2021      | Police University                      | Oh Kang-Hui     | KBS2   | Rôle principal     |

### Films
| Année | Titre                                                    | Rôle       | Notes                                                |
| ----- | -------------------------------------------------------- | ---------- | ---------------------------------------------------- |
| 2012  | I AM. – SM Town Live World Tour in Madison Square Garden | Elle-même  | Documentaire sur SMTown à New York                   |
| 2012  | SM Town Live in Tokyo Special Edition in 3D              | Elle-même  | Documentaire sur SM Town Live World Tour III à Tokyo |
| 2015  | Listen To My Song                                        | Elle-même  | Film sur le 10e anniversaire du W Korea              |
| 2015  | SM TOWN THE STAGE                                        | Elle-même  | Documentaire sur SM Town Live World Tour 4 à Tokyo   |
| 2016  | Kite Flying                                              |            | Rôle principal                                       |
| 2023  | Dans la toile                                            | Han Yu-rim | rôle secondaire                                      |

### Émissions/Télé réalité
| Année     | Chaines    | Titre de l’émission           | Épisodes               | Rôle                                      | Notes |
| --------- | ---------- | ----------------------------- | ---------------------- | ----------------------------------------- | --- |
| 2010–2011 | KBS2       | Let's Go Dream Team! Saison 2 | 22, 29, 32, 55         | Invitée                                   | Krystal & Minho gagne le Couple Dream Team dans l'épisode 22 et établissent un record en couple avec un saut en hauteur de 1,80 m pour Krystal et 2,30 m pour Minho. Au cours de l'épisode 32, Krystal fait un saut d'une hauteur de 1,95 m, battant ainsi le record de l'émission. |
| 2010–2011 | Arirang TV | The M-Wave                    |                        | Hôte                                      | Krystal est hôte avec Thunder des MBLAQ. |
| 2011      | SBS        | King of Idols                 | Lunar New Year Special | Invitée                                   | Vedettes : Krystal, Nichkhun & Chansung des 2PM, Onew & Minho des SHINee, Donghae & Eunhyuk des Super Junior, Seungri des Big Bang, Hara & Seunghyun de KARA, Yui & Rizi des After School, Hyuna des 4Minute...                                                                     |
| 2011      | SBS        | Kiss & Cry                    | 1–14                   | Vainqueur                                 | Vedettes : Krystal, IU, Kim Yuna, Shin Dong-yup, Jin-hee Ji, Kim Byung-man, Lee Ah-hyun, Lee Kyu-Hyuk, Parc Jun-geum, Seo Ji-seok, Son Dam-bi et U-Know Yun-ho |
| 2011      | SBS        | Strong Heart                  | 88 & 89                | Invitée                                   | Taecyeon des 2PM propose à Krystal de chanter avec son groupe sur le titre Hands Up. Toutefois, elle a dû refuser, car la chanson contient des paroles sur l'alcool et les boîtes de nuit, et Krystal était encore mineure à l'époque.                                              |
| 2012      | SBS        | Running Man                   | 93 & 94                | Vainqueur avec Gary                       | Vedettes : Krystal, Gyuri & SeungYeon de KARA, HyunA des 4Minute & Suzy des Miss A. Krystal reçoit un diadème d'or pur,. |
| 2013      | OnStyle    | Project Runway Korea          | 9                      | Juge invitée                              | Project Runway Korea All Stars. Krystal est un juge invité. La robe gagnante est portée par Krystal durant son photoshoots pour le magazines 1st Look (édition mai 2013),. |
| 2014      | OnStyle    | Jessica & Krystal             | Tous                   | Principale                                | Avec sa sœur, Jessica, mettant en scènes les activités quotidiennes des deux sœurs. |
| 2014      | SBS        | Running Man                   | 214                    | Vainqueur avec l'équipe de My Lovely Girl | Épisode spécial de My Lovely Girl. |

### Télé réalité avecF(x)
| Année        | Titre           | Épisodes                                  | Notes                                                                        |
| ------------ | --------------- | ----------------------------------------- | ---------------------------------------------------------------------------- |
| 2010         | Hello f(x)      | Tous                                      | F(x) voyage en Afrique, Thaïlande et au Japon.                               |
| 2010–11      | f(x)'s Koala    | Tous                                      | Amber n'a pas participé à l'émission en raison d'une blessure à la cheville. |
| 2010–présent | Star King       | Récurrente                                | Les membres ont des rôles récurrents.                                        |
| 2013         | Amazing f(x)    | Tous                                      | F(x) voyage en Nouvelle-Zélande, pour compléter une liste de paris.          |
| 2013         | Hello Councelor | Summer spécial                            |                                                                              |
| 2013         | Go! f(x)        | L'émission ne comporte qu'un seul épisode | L'émission suit F(x) lors d'un voyage à Austin, LA et Hollywood.             |

### Clips musicaux
| Année | Titre                                       | Artiste               | Rôle         | Notes                                                                   |
| ----- | ------------------------------------------- | --------------------- | ------------ | ----------------------------------------------------------------------- |
| 2000  | "Wedding March"                             | Shinhwa               | Petite fille | Apparitions avant le début de sa carrière, en tant que membre des F(x). |
| 2006  | "Still Believe"                             | Rain,                 | Ballerine    | Apparitions avant le début de sa carrière, en tant que membre des F(x). |
| 2009  | "Juliette"                                  | SHINee,               | Juliette     | Apparitions avant le début de sa carrière, en tant que membre des F(x). |
| 2010  | "Sweet Dreams"                              | Alex                  | Elle-même    | Melody Project – Andante                                                |
| 2010  | "Melody"                                    | solo                  | Elle-même    | Melody Project – Moderato                                               |
| 2013  | "Spring Will Probably Come"                 | Byul                  | Elle-même    | Melody Project – Fermata                                                |
| 2013  | "Memories Are More Beautiful Than Farewell" | Tei                   | Elle-même    | Melody Project – Adagio                                                 |
| 2014  | "Breath" (Version Japonaise)                | Duo avec Max Changmin | Elle-même    | S.M. The Ballad Vol.2                                                   |

## Discographie au sein de F(x)
| - Pinocchio (2011) - Pink Tape (2013) - Red Light (2014) - 4 WALLS (2015) - Nu ABO (2010) - Electric Shock (2012) | - Hot Summer (2011) - Chu~♡ (2009) - I Love You, I love You (2010) (More Charming By The Day OST) - Journey / Is It OK? (2011) (Paradise Ranch OST) - SUMMER SPECIAL Pinocchio / Hot Summer (2015) |

### Soundtracks, collaborations et performances solo
| Année | Album                              | Titre                          | Durée | Artistes            |
| ----- | ---------------------------------- | ------------------------------ | ----- | ------------------- |
| 2009  | KBS2 Invincible Lee Pyung Kang OST | "Hard but Easy"                | 03:51 | avec Luna           |
| 2010  | KBS God of Study OST               | "Spread Its Wings"             | 03:56 | avec Luna & Amber   |
| 2010  | KBS Cinderella's Sister OST        | "Calling Out"                  | 04:22 | avec Luna           |
| 2010  | Melody Project Part II – Moderato  | "Melody"                       | 04:21 | Solo                |
| 2011  | SBS Sign OST                       | "Because of Me"                | 03:15 | Solo                |
| 2011  | MBC Sunday Night – Enjoy Today OST | "Grumbling"                    | 04:24 | avec Lee Teuk       |
| 2012  | SBS To the Beautiful You           | "Butterfly"                    | 03:01 | avec Jessica        |
| 2014  | SM the Ballad Vol. 2 – Breath      | "When I Was... When U Were..." | 03:54 | avec Chen           |
| 2014  | SM the Ballad Vol. 2 – Breath      | "Breath" (Version Japonaise)   | 04:30 | avec Changmin       |
| 2014  | Make Your Move 3D OST              | "Say Yes"                      | 03:58 | avec Jessica & Kris |
| 2014  | My Lovely Girl OST                 | “All Of A Sudden”              | 04:27 | Solo                |

## Récompenses
| Année | Événements                                  | Catégorie                                 | Film                     | Résultat   |
| ----- | ------------------------------------------- | ----------------------------------------- | ------------------------ | ---------- |
| 2010  | MBC Entertainment Awards                    | Best Newcomer in a Sitcom or Comedy       | More Charming By The Day | Lauréat    |
| 2014  | 16e Seoul International Youth Film Festival | Best Young Actress,                       | The Heirs                | Nomination |
| 2014  | 7e Style Icon Awards                        | Top 10 Style Icons avec Jessica Jung      | NC                       | Nomination |
| 2014  | SBS Drama Awards                            | Excellence Award, Actress in a Miniseries | My Lovely Girl           | Nomination |
| 2015  | 51e Baeksang Arts Awards                    | Most Popular Actress (TV)                 | My Lovely Girl           | Lauréat    |